# Thursania lycas
Thursania lycas är en fjärilsart som beskrevs av Druce 1891. Thursania lycas ingår i släktet Thursania och familjen nattflyn. Inga underarter finns listade i Catalogue of Life.